# Bandera de la República Socialista de Croacia
La bandera de la República Socialista de Croacia fue adoptada por la RS de Croacia en 1946 y cayó en desuso en 1992. Es una modificación de la bandera nacional de la RFS de Yugoslavia.

## Descripción
La bandera de la República Socialista de Croacia es similar a la bandera de la RFSY, con la diferencia del orden de los colores, debido a que la franja roja se encuentra en la parte superior, una franja blanca en la parte intermedia y una franja azul en la parte inferior. En el centro, se encuentra una estrella roja con borde dorado.

## Historia
En 1945, cuando Croacia se unió a la RFS de Yugoslavia, se conservó la anterior bandera del movimiento Ustaša, pero con la diferencia de que se le retiró el escudo que anteriormente representaba dicho movimiento, y se le reemplazó por una estrella roja, la cual representa a la ideología socialista de Yugoslavia al mando de Josip Broz Tito. Dicha bandera permaneció durante todo el régimen yugoslavo. En 1990, tras la disolución de Yugoslavia y de la independencia croata, se modificó la bandera, retirando la estrella roja y adoptando la bandera actual.

## Banderas históricas

Bandera de la República Popular de Croacia (1943-1947)
Bandera de la República Popular de Croacia (1947-1963) y de la República Socialista de Croacia (1963-1991)
Bandera de la República Popular de Croacia (1947-1963) y de la República Socialista de Croacia (1963-1991) (variante)